# Alison Weir
Alison Weir (Londra, 8 luglio 1951) è una scrittrice inglese.
È nota come autrice di saggi e romanzi storici che trattano per lo più vicende dei reali britannici.

## Biografia
Nata nel 1951 e cresciuta a Westminster, Londra, descrive sua madre come "una persona genuinamente buona, con doti di integrità, forza di carattere, umorismo e saggezza."
La stessa autrice narra che, all'età di quattordici anni, ricevette da sua madre il libro "Henry's Golden Queen", scritto da Lozania Prole, che narra l'avvincente storia di Caterina d'Aragona. Fu così che divenne appassionata nel campo della storia.
Frequentò la City of London School for Girls, affermandosi in letteratura inglese, arte, storia inglese, medioevo europeo e monachesimo. Divenne poi insegnante di storia al Politecnico nord-occidentale di Londra, con approfondimenti sulla storia mondiale, sul medioevo inglese e sul rinascimento italiano.
La sua prima opera pubblicata nel 1989, Britain's Royal Families, era una panoramica genealogica della famiglia reale britannica. Successivamente Weir ha scritto biografie di Eleonora d'Aquitania, di Isabella di Francia, di Katherine Swynford, di Elisabetta di York e di Edoardo V e Riccardo, i due Principi nella Torre.
Ha trattato delle vicende di Enrico VIII d'Inghilterra, delle sue mogli e dei suoi figli, inoltre, di Maria Bolena, di Elisabetta I di Inghilterra, e di Maria Stuarda. Ha pubblicato panoramiche storiche della Guerra delle due rose, sui matrimoni reali, come pure romanzi storici su Lady Jane Grey, su Elisabetta I d'Inghilterra, e su Eleonora d'Aquitania.
Molte delle opere di Weir riguardano la dinastia Tudor.

## Vita privata
Alison Weir Risiede attualmente nel Surrey con il marito e i loro due figli.

## Opere

### Saggistica
- Britain's Royal Families: The Complete Genealogy (1989)
- The Six Wives of Henry VIII (1991)
- The Princes in the Tower (1992)
- Lancaster and York – The Wars of the Roses (1995)
- Children of England: The Heirs of King Henry VIII (1996, later reissued as The Children of Henry VIII)
- Elizabeth the Queen (1998) (published in America as The Life of Elizabeth I)
- Eleanor of Aquitaine: By the Wrath of God, Queen of England (1999)
- Henry VIII: The King and His Court (2001)
- Mary, Queen of Scots and the Murder of Lord Darnley (2003)
- Isabella: She-Wolf of France, Queen of England (2005)
- Katherine Swynford: The Story of John of Gaunt and his Scandalous Duchess (2007)
- The Lady in the Tower: The Fall of Anne Boleyn (2009)
- Traitors of the Tower (2010)
- The Ring and the Crown: A History of Royal Weddings (2011)
- Mary Boleyn: The Mistress of Kings (2011)
- Elizabeth of York – A Tudor Queen and Her World (2013)
- The Lost Tudor Princess: A Life of Margaret Douglas, Countess of Lennox (2015)
- Queens of the Conquest (2017)
- A Tudor Christmas (2018)[24]

### Narrativa
- L'innocente (Innocent Traitor: A Novel of Lady Jane Grey) (2006), trad. di  Chiara Brovelli, Neri Pozza, 2015
- Lady Elizabeth (The Lady Elizabeth) (2008),  trad. di  Chiara Brovelli, Neri Pozza, 2017
- The Captive Queen (2010)
- Dangerous Inheritance: A Novel of Tudor Rivals and the Secret of the Tower (2012)
- The Marriage Game: A Novel of Elizabeth I (2014)
- Caterina d'Aragona. La vera regina (Katherine of Aragon: the True Queen) (2016), trad. di  Chiara Brovelli, Neri Pozza, 2018.
- Anna Bolena. L'ossessione del Re (Anne Boleyn: A King's Obsession) (2017),  trad. di  Chiara Brovelli, Neri Pozza, 2018
- Jane Seymour. La regina più amata (Jane Seymour: The Haunted Queen) (2018), Utrad. di Maddalena Togliani, Neri Pozza, 2020.
- Anna di Kleve. La regina dei segreti (Anna of Kleve: Queen of Secrets) (2019), trad. di  Chiara Brovelli, Neri Pozza, 2021
- Caterina Howard. La regina scandalosa (Katheryn Howard: the Tainted Queen) (2020),  trad. di  Chiara Brovelli, Neri Pozza, 2022
- Caterina Parr. L'ultima moglie (Katherine Parr: The Sixth Wife) (2021), trad. di  Chiara Brovelli, Neri Pozza, 2022
- Elisabetta di York. L’ultima rosa bianca (Elizabeth of York: The Last White Rose) (2022), trad. di  Chiara Brovelli, Neri Pozza, 2023
- Enrico VIII. Il cuore e la corona (Henry VIII.The Heart and the Crown) (2023), trad. di Maddalena Togliani, Neri Pozza, 2025